# Hans Greiner (Glasmacher)
Hans Greiner (* um 1550 in Langenbach; † vor 1609 in Lauscha), genannt Schwabenhans, war ein deutscher Unternehmer und Glasmacher.
Hans Greiner wurde um 1550 in Langenbach (heute Teil der Gemeinde Schleusegrund) geboren. Er heiratete um 1571 Margarethe Moser (1554–1618), die wohlhabendste Bauerntochter des Ortes. Nach dem Tod seines Vaters wurde er dessen Nachfolger als Glas- und Hüttenmeister auf der Glashütte Langenbach, die er bis zu ihrem Niedergang 1589 führte.
1590 baute Hans Greiner gemeinsam mit seinem Mitarbeiter, dem Glasmeister Christoph Müller (um 1545–um 1628), die Marktiegel-Hütte Lauscha 1 auf dem Gebiet der Marschalle von Pappenheim. Wohl wegen Differenzen mit der Obrigkeit gaben beide Glasmeister diese Hütte bald wieder auf, die hernach abgerissen wurde. Ab 1595 betreiben Greiner und Müller die Glashütte Lauscha 2 im Gebiet des Amtes Sonneberg, welches zum Herzogtum Sachsen-Coburg gehörte. Am 10. Januar 1597 erhielten Greiner und Müller von Herzog Johann Casimir von Sachsen-Coburg einen erblichen Lehnsbrief, der ihnen die Hütte je zur Hälfte zusprach, daneben „3 Häuser, 1 Schneidemühle, 30 Acker Rodeland, 42 Acker Wiesenrod gegen 12 fl. jährlichen Erbzins“.
Aus dieser Glashütte ist die Stadt Lauscha entstanden, die heute vor allem für Christbaumschmuck weltbekannt ist. Die Glashütte selbst wurde als Mutterhütte Vorbild für zahlreiche Neugründungen in Thüringen, hauptsächlich durch Nachfahren von Hans Greiner.
Hans Greiner hatte elf Kinder. Er starb vor 1609 in Lauscha. Einer seiner Nachkommen, der ebenfalls Hans (Hanß Jacob) Greiner hieß und aus Augsburg gekommen sein soll, baute in Bayern im 17. Jahrhundert zunächst in Konstein bei Wellheim, 1648 in Stützerbach und 1649 in Solnhofen eine Glashütte auf, während sein Sohn Kaspar den elterlichen Betrieb in Konstein weiterführte. Dessen Sohn, wieder ein Hanß Jakob Greiner, wurde 1648 in Konstein geboren und starb als Glashüttenmeister am 1. März 1707 in Walkersbach.